# Mistrzostwa Afryki U-19 w Piłce Ręcznej Kobiet 1984
Mistrzostwa Afryki U-19 w Piłce Ręcznej Kobiet 1984 – trzecie mistrzostwa Afryki U-19 w piłce ręcznej kobiet, oficjalny międzynarodowy turniej piłki ręcznej o randze mistrzostw kontynentu organizowany przez CAHB mający na celu wyłonienie najlepszej złożonej z zawodników do lat dziewiętnastu żeńskiej reprezentacji narodowej w Afryce. Odbył się wraz z mistrzostwami U-20 mężczyzn w dniach 23–31 grudnia 1984 roku w Bauczi. Tytułu zdobytego w 1982 roku broniła reprezentacja Wybrzeża Kości Słoniowej. Mistrzostwa były jednocześnie eliminacjami do MŚ 1985.

## Finał
| 31 grudnia 1984 | Wybrzeże Kości Słoniowej U-19 | 28:15 | Kongo U-19 | Bauczi |
| 31 grudnia 1984 |                               | 28:15 |            | Bauczi |

## Klasyfikacja końcowa
| Miejsce | Reprezentacja                 | Uwagi          |
| ------- | ----------------------------- | -------------- |
| złoto   | Wybrzeże Kości Słoniowej U-19 | awans: MŚ 1985 |
| srebro  | Kongo U-19                    | –              |
| brąz    | Nigeria U-19                  | –              |